# Капиште
Ка́пиште (болг. Капище) — село в Тирговиштській області Болгарії. Входить до складу общини Антоново.

## Населення
За даними перепису населення 2011 року у селі проживали 88 осіб, з них 87 осіб (98,9%) — турки.
Розподіл населення за віком у 2011 році:
Динаміка населення: